# Craspedolepta latior
Craspedolepta latior är en insektsart som beskrevs av Wagner 1944. Craspedolepta latior ingår i släktet Craspedolepta och familjen rundbladloppor. Arten är reproducerande i Sverige. Inga underarter finns listade i Catalogue of Life.